# Lamyra fortunatus
Lamyra fortunatus är en tvåvingeart som beskrevs av Baez och Weinberg 1981. Lamyra fortunatus ingår i släktet Lamyra och familjen rovflugor. Inga underarter finns listade i Catalogue of Life.